# 李壹花
李壹花（1971年1月29日—），常被譯為李一花，韓國女演員。

## 演出作品

### 電視劇
- 1997年：MBC《不能忘記》
- 1997年：MBC《愛情與離別（朝鲜语：사랑과 이별 (1997년 드라마)）》
- 2002年：SBS《野人時代》飾演 李英淑
- 2005年：SBS《女王的條件》
- 2005年：SBS《薯童謠》飾演 燕嘉謀
- 2005年：KBS《奇男怪女》飾演 李玉斗
- 2007年：MBC《H.I.T》飾演 金美子
- 2007年：KBS《就算愛也沒關係（朝鲜语：사랑해도 괜찮아）》飾演 英花
- 2007年：MBC《咖啡王子1號店》飾演 美淑
- 2007年：OCN《醫療妓房榮華館（朝鲜语：메디컬 기방 영화관）》
- 2008年：MBC《甜蜜的人生》飾演 俊秀母
- 2008年：OCN《京城妓房榮華館》
- 2008年：SBS《一枝梅》飾演 韓氏夫人
- 2008年：KBS《回來的大醬湯鍋》飾演 尹可盈
- 2008年：KBS《風之國》
- 2008年：KBS《妻子和女人（朝鲜语：아내와 여자）》飾演 蔡汝真
- 2008年：MBC《綜合醫院2》飾演 孔珠母（客串）
- 2009年：MBC《男版灰姑娘》
- 2009年：KBS《傳說的故鄉》飾演 鄭氏夫人
- 2009年：MBC《向大地頭球》飾演 盟琴熙
- 2010年：SBS《愛情的代價》飾演 柳貞珠
- 2010年：MBC《黃金魚》飾演 文正媛
- 2010年：SBS《檢察官公主》飾演 徐情蘭
- 2011年：SBS《Midas》飾演 姜仁淑
- 2011年：OCN《神的測驗2》飾演 黃奎麗（特別出演）
- 2011年：MBC《你為我著迷》飾演 宋知瑛
- 2011年：Channel A《Happy and...（朝鲜语：해피앤드 101가지 부부이야기）》
- 2011年：JTBC《發酵家族》飾演 鄭金珠
- 2012年：KBS《暴力羅曼史》飾演 尹智秀
- 2012年：MBC《神的晚餐》（特別出演）
- 2012年：KBS《愛情啊愛情啊》飾演 崔明珠
- 2012年：tvN《請回答1997》飾演 李壹花
- 2012年：KBS《我的女兒瑞英》飾演 方心德
- 2013年：SBS《野王》飾演 洪安心
- 2013年：SBS《醜八怪警報》飾演 羅仁淑
- 2013年：SBS《黃金帝國》飾演 潤花
- 2013年：tvN《請回答1994》飾演 李壹花
- 2013年：SBS《來自星星的你》飾演 韓善英
- 2013年：tvN《一起吃飯吧》飾演 玄光碩的母親（客串）
- 2014年：KBS《鄭道傳》飾演 神德王后
- 2014年：SBS《異鄉人醫生》飾演 李美淑（客串）
- 2014年：SBS《現代農夫》飾演 尹惠貞
- 2014年：tvN《家族的秘密》飾演 高泰熙
- 2015年：KBS《橘皮馬末蘭果醬》飾演 姜敏荷/陽平嫂
- 2015年：MBC《她很漂亮》飾演 韓靜慧
- 2015年：tvN《請回答1988》飾演 李壹花
- 2016年：KBS《Master－麵條之神》飾演 高江淑
- 2016年：MBC《吹吧，美風啊》飾演 朱英愛
- 2016年：KBS《Drama Special－快樂的我的家》飾演 金美慶
- 2017年：KBS《金科長》飾演 張宥善
- 2017年：MBC《擺飯桌的男人》飾演 鄭花英
- 2017年：KBS《魔女的法庭》飾演 郭英實
- 2018年：MBC《秘密與謊言》飾演 吳妍熙
- 2018年：KBS《Drama Special－媽媽的第三次婚姻》飾演 吳恩英
- 2019年：tvN《她的私生活》飾演 李率/孔恩英
- 2020年：Channel A《謊言的謊言》飾演 金浩蘭
- 2020年：KBS《秘密的男人》飾演 尹秀熙/徐智淑
- 2020年：tvN《機智醫生生活》飾演 冬天媽媽 (聲音客串)
- 2021年：tvN《機智醫生生活2》飾演 冬天媽媽 (聲音客串) [1]
- 2021年：KBS《紳士與小姐》飾演 安娜·金/金芝英
- 2021年：KBS《戀慕》飾演 大妃
- 2022年：tvN《夏娃的醜聞》飾演 張文熙
- 2024年：KBS《美女與純情男》飾演 張受延
- 2024年：JTBC《低谷醫生》飾演 余正宇的媽媽
- 2024年：tvN《因为不想吃亏》饰演 宣贞雅
- 2025年：Channel A《代替旅行》飾演 山莊主人（特別出演）

### 網路劇
- 2015年：NAVER tvcast（朝鲜语：네이버TV）《Ross:Time:Life》飾演 慧淑
- 2016年：NAVER tvcast《Choco Bank》飾演 金銀行的母親
- 待定：Prime Video《Butterfly》[2]

### 電影
- 2008年：《不良媳婦》
- 2008年：《落跑歌星》
- 2009年：《好朋友》
- 2014年：《時尚天王》
- 2017年：《爸爸是女兒》
- 2018年：《妙探事務所》
- 2018年：《遷化》
- 2019年：《妓院公子（朝鲜语：기방도령）》飾演 老年海媛
- 2022年：《英雄》飾演 明成皇后（特別出演）
- 2023年：《Count》饰演 具道顺（特别出演）
- 2024年 ：《盧基菀》飾演 贞珠
- 待定：《玉熙要走了》[3]

## 外部連結
- 李壹花的Instagram帳戶
- 李壹花在NAVER上的资料
- 李壹花在韩国电影数据库（KMDb）上的資料（韓語）
- 李壹花在互联网电影资料库（IMDb）上的資料（英文）